# Kyle (Saskatchewan)
Kyle es un pueblo canadiense situado en la provincia de Saskatchewan.

## Superficie
Kyle tiene una superficie de 1,16 km².

## Demografía
En 2021, tenía 413 habitantes, una densidad poblacional de 356,2 hab./km², y 241 viviendas.